# Зона 51 (фільм)
«Зона 51» (англ. Area 51) —  американський фантастичний фільм жаху у жанрі «знайдений кадр» 2015 р. сценариста і режисера Орена Пелі, творця х/ф Паранормальне явище. Головні ролі виконують Бенджамін Ровнер, Райд Ворнер і Рой Абрамсон. Фільм вийшов в обмеженому вигляді 15 травня 2015 р. на вимогу Paramount Insurge.

## Сюжет
У серії інтерв'ю, проведених друзями, родиною та експертами, обговорюється раптове зникнення Рейда, Даррена і Бена, трьох найкращих друзів, які також є конспірологами. Рейд, який є лідером компанії, як зазначає його сестра і колеги, кардинально змінив свій спосіб життя; протягом трьох місяців перед зникненням, Рейд стає одержимим НЛО, позаземними зустрічами і Зоною 51. Ця нав'язлива ідея приводить його до втрати роботи і дистанціювання від своєї сім'ї.

## Ролі
- Рейд Ворнер — Рейд
- Даррін Брегг — Даррен
- Гелена Нік — Гелена
- Бен Ровнер — Бен
- Сандра Стаггз — мати
- Рой Абрамсон — батько
- Гленн Кемпбелл — у ролі самого себе
- Ніккі Фар — Ніккі

## Виробництво
Знімання фільму почали восени 2009 р. У квітні 2011 р. Paramount Pictures найняла режисера/актора Кріса Денхема зробити приблизний сценарій для фільму Зона 51.

## Критика
Рейтинг на IMDb — 4,2/10. 

## Цікаві факти
- У чотирьох головних героїв — свої реальні імена.